# Смях
Смехът е звучно изразяване на веселие, радост, забава или вътрешно чувство на щастие и удоволствие, придружено от характерни изражения на лицето и дори гримаси. То може да се получи като психологична реакция от шеги, от физическо докосване, каквото е гъделичкането, или по други причини. Вдишване на азотен оксид може да предизвика смях; някои наркотици като марихуаната също могат да доведат до периодичен силен смях. Силният и продължителен смях понякога може да предизвика просълзяване или дори болки на определени мускули.
Смехът е част от човешкото поведение и е регулиран от мозъка. Той помага на хората да изразят по-ясно своите мисли, чувства и намерения в социалното обкръжение. Смехът придава емоционален контекст на разговорите и служи за сигнал, че някой е част от групата, тоест сигнализира за приемане и позитивизъм към останалите. Понякога е зара̀зен: смехът на отделния човек може да провокира смях у останалите.
Изучаването на смеха и на хумора и техните психологични и психични влияния върху човешкото тяло се нарича гелотология.

## Смехът при животните и хората
Смехът вероятно е нещо, специфично не само за хората, въпреки твърденията на Аристотел, че от всички живи същества се смее само човекът. Въпреки това някои психолози-бихейвиористи отстояват, че предпоставки на смеха са способността човек да осъзнава положението, в което се намира, и да го сравнява с положението на някой друг. Оттук те правят извода, че животните не могат да се смеят „по човешки“.
Изследванията на смеха при животните могат да доведат до откриването на молекули, които облекчават депресията, маниакалните разстройства, синдрома на хиперактивност с дефицит на вниманието, резките промени на настроението и поривите на пристрастяване.

### Човекоподобни маймуни
Шимпанзето, горилата, бонобото (още известно като джудже-шимпанзе) и орангутанът издават звуци, подобни на смях, в отговор на физически контакти като борба, гонене или гъделичкане. Това е документирано при шимпанзета, намиращи се както сред дивата природа, така и в плен. Хората не могат веднага да разпознаят кога шимпанзетата се смеят, защото редуването на вдишване и издишане звучи повече като тежко дишане, отколкото като смях. Предполага се, че разликата в смеха между човека и шимпанзето е резултат от адаптации, довели в еволюционен план до способността на човека да говори.
Документирани са и моменти, когато човекоподобни маймуни са изразявали радост. При едно проучване са записани и анализирани звуци, издавани от човешки бебета и бебета бонобо, когато биват погъделичкани. Открито е, че макар смехът на бонобото да е на по-висока честота, той следва същата спектрографска графика като смеха на човешкото бебе и дори израженията на лицата на двете бебета са сходни. Близки са и местата, където хората и шимпанзетата имат гъдел – мишници, корем и други. Удоволствието от гъделичкането при шимпанзетата не намалява дори когато те пораснат. 

### Плъхове
Открито е, че при по-грубичка или шеговита игра, или когато ги гъделичкат, плъховете издават къси, високочестотни, ултразвукови сигнали. Звуците, описвани като „цвърчене“, не могат да бъдат чути от хората без специално оборудване. Открито е също, че както хората, така и плъховете имат гъдел на определени места от тялото. Смехът при плъховете се свързва с позитивни емоции, а осъществяващият се социален контакт между плъха и човека, който го гъделичка, води до това плъхът сам да търси гъделичкането. Оказва се, че при гъделичкане плъховете, които се смеят най-много, също са и най-игриви. А тези, които се смеят много, предпочитат да прекарват повече време в компанията на други смеещи се плъхове. Това показва, че при плъховете съществува социално предпочитание, което се дължи на изразяването на сходни отговори на едно и също дразнение. При остаряващите плъхове обаче се забелязва тенденция на спад в смеха и желанието за гъделичкане.
В свое проучване Йаак Панксеп и Джеф Бъргдорф се опитват да открият биологичните корени на протичащите в мозъка процеси на забавление и социализиране, сравнявайки плъховете и децата, когато си играят. Макар че проучването не успява да докаже, че плъховете имат чувство за хумор, то все пак показва, че те могат да се смеят и да изразяват своята радост. Цвърченето при плъховете е документирано в други изследвания, проведени от Браян Нътсън от Националния здравен институт на САЩ. Плъховете цвърчат и когато се борят един с друг, преди да получат морфин, и когато се чифтосват. Звукът се интерпретира като очакване за някаква награда.

### Кучета
Кучешкият смях е близък до нормалното тежко дишане. Но при сонографски анализ на това тежко дишане е открито, че то варира и има честотните характеристики на смеха. Когато така записаните звуци на кучешки смях бъдат възпроизведени пред кучета в пансион, те се разиграват, социализират се и нивата на стреса им намаляват.
При направено проучване върху 120 кучета от пансион на възраст от 4 месеца до 10 години са пускани записи на кучешки смях. Симптомите на стреса се изразявали в тежко дишане, ръмжене, отделяне на слюнка, бавно ходене, лаене, треперене, нападателни движения, седене, лежане, игриви подскоци и др. Резултатът от пускането на кучешкия смях бил положителен, като се наблюдавали повече махане с опашка, близане на лицето и други добронамерени действия. Според учените е възможно пускането на кучешки смях да успокоява кучетата и може би да спомага осиновяването им.

### Хора
Скорошни проучвания сочат, че още на 17 дни бебетата издават смехоподобни звуци или спонтанен смях. Това обаче се противопоставя на по-ранни проучвания, които сочат, че бебетата обикновено започват да се смеят на възраст от около четири месеца. Според някои древни автори смехът се появява при хората на възраст от около 40 дни. Робърт Р. Провайн, невролог и изследовател от Университета в Мериленд, САЩ, прекарва десетилетия в изучаването на смеха. В интервю за WebMD той казва: „Смехът е механизъм, който се намира у всеки от нас; смехът е част от речника на всеки човек. Има хиляди езици, стотици хиляди диалекти, но почти всеки „говори“ езика на смеха по почти еднакъв начин.“ За потвърждение на думите си посочва, че бебетата се смеят много преди да са проговорили, а деца, които по рождение са глухи или слепи, са запазили способността си да се смеят.
Провайн е противник на схващането, че „смехът е примитивно, несъзнателно издаване на звуци“ и смята, че хората, които се смеят повече от останалите, носят тази черта в гените си. В проучване на „Смеещите се близначки“ две изключително весели близначки били отделени една от друга след раждането и се срещнали отново едва след 40 години. Провайн съобщава, че до повторната си среща, никоя от тези изключително духовити дами не познавала друг човек, който да се смее повече от самата нея. Те твърдят това, макар че и двете са осиновени от различни приемни семейства, които определят като „сдържани и строги“. Робърт Провайн смята, че в този случай близначките са унаследили някои аспекти от начина си на смеене, готовността за смях, и дори може би чувството си за хумор.
Ражу Мандхиян казва: „Физическите и психическите ползи от смеха отстъпват само на физическите и психическите ползи от секса.“
Според „психодиагностика по мимиката“ има различни видове смях:
| а/хаха – положителен смях (това е и единствения положителен смях) | е/хехе – подигравателен смях, пренебрежителен | о/хохо – подлизурство, подмазване | у/хуху – скрит страх |

Смехът може да бъде отражение на нашите чувства и отношенията ни към другите хора.

### Различия при половете
Мъжете и жените приемат шегите различно. При едно проучване 10 жени и 10 мъже гледали 10 анимационни филмчета, като определят дали са смешни или не са, а ако са смешни, решават колко по ска̀лата от 1 до 10. Докато правели това, техните мозъци били сканирани чрез функционален магнитен резонанс. По-голямата част от изследваните сметнали анимациите за смешни, но техните мозъци приели хумора по различен начин.
Мозъците на жените отчели по-висока от нормалната активност в определени зони, включително зоната nucleus accumbens, играеща ключова роля за получаването на приятни усещания. Когато жените гледали анимациите, които не намирали за забавни, в зоната настъпвали, макар и много по-слаби, промени на активността. Същата зона у мъжете изобщо не дала признаци на активност при смешните филмчета, а нивото на активността ѝ дори спаднало под нормалното при филмчетата, които мъжете не намирали за смешни.
Учените, провели експеримента, предполагат, че в основата на всичко стои елементът на изненадата. Те смятат, че може би жените са очаквали анимациите да не са смешни, а мъжете се мислели обратното. Когато, изследваните мъже „получили, каквото са очаквали, техните nucleus accumbens останали спокойни“. Повишената активност на мозъците на жените се дължала на приятната изненада от неочаквания хумор в анимациите. Изследователите също предполагат, че понижената активност на тази зона от мозъка при мъжете се дължи на разочарование от недотам забавните филмчета.
Учените посочват, че това изследване може да е ключът към разкриването на различните емоционални реакции у мъжете и жените и да е от полза в изучаването на депресиите. То показва разликите между половете в използването и оценяването на хумора.

## Смехът и тялото

### Мозък
Според модерната неврофизиология смехът е свързан с активирането на вентромедиалния префронтален кортекс в мозъчната кора, което води до отделяне на ендорфини.
Проучвания показват, че части от лимбичната система са свързани със смеха. Лимбичната система е примитивна част от мозъка, чиято дейност управлява емоциите и контролира основните дейности, нужни за оцеляването. Елементите на тази верига – амигдала, хипокампус, таламус и хипоталамус – опосредстват и контролират моментното настроение и чувствата на приятелство, любов и влечение. Средната част от хипоталамуса е идентифицирана като центъра в мозъка, отговарящ за силния и безконтролен смях.

### Сърцето
Изследвания показват, че смехът предпазва сърцето. Макар че не изясняват причината, те показват, че психологическият стрес води до разрушаване на ендотела, който представлява предпазен слой от клетки по вътрешните стени на кръвоносните и лимфните съдове. Веднъж повредена, тази бариера може да предизвика редица възпалителни процеси, причиняващи натрупване на холестерол в коронарните артерии. Това от своя страна може да доведе до сърдечен удар.
Изследванията на Стийв Султаноф, президент на Американската асоциация за терапевтичен хумор, показват, че при силен смях хормонът серумен кортизол, който се отделя в стресови ситуации, значително намалява. Смехът също увеличава продукцията на антитела в тялото, което може да помогне за доброто здраве на артериите и да намали възможността за сърдечни удари.

### Диабет
Проучване в Япония показва, че смехът намалява нивото на кръвната захар след ядене. Кейко Хаяши и неговият екип от Университета Чукуба в Ибараки провели експеримент с 19 души, болни от диабет. В два поредни дни те взимали кръвни проби от участниците преди и два часа след хранене. На първия ден, след вечерята всички участници слушали 40-минутна скучна лекция. На втория ден пациентите изгледали 40-минутно комедийно шоу. И в двата случая след храненето кръвната захар на изследваните била повишена, но пробите след шоуто били значително по-ниски отколкото тези след лекцията. Проучването било повторено с хора, които не страдат от диабет, и резултатите били същите. Учените правят извода, че смехът е полезен за диабетно болни и хормоните, произвеждани по време на смях, могат да компенсират хормоналния дисбаланс на болестта.

### Кръвообращение
Изследване, проведено в Университета в Мериленд над група хора, показва, че след като гледали комедия, кръвоносните им съдове функционирали нормално, докато когато гледали драма – били по-свити, което затруднявало кръвообращението.

### Имунна система
Доказано е, че стресът отслабва имунната система. Някои проучвания показват, че смехът увеличава броя на антителата в човешкото тяло и подсилва клетките на имунна система. Когато се смеем, клетките-„убийци“ на тумори и вируси, се увеличават заедно с Т-клетките, Б-клетките и протеина гама-интерферон (който се бори с болестите). Освен че намалява кръвното налягане, смехът повишава кислорода в кръвта тялото, което стимулира оздравителните процеси.

### Смехът като фитнес
Учени са оценили, че сто засмивания се равняват на физическото натоварване от 10 минути на гребен тренажор или на 15 минути на ергометър(велотренажор). При смеха се упражняват диафрагмата, коремните, дихателните, лицевите мускули, както и мускулите на краката и гърба.
Клинично доказано е, че смехът стяга корема. Джарен Коен, провел много експерименти върху смеха в своята лаборатория в Нюарк, Ню Джърси, твърди, че „смехът не само помага за сърдечната дейност, но и за добрия външен вид на плажа“. Макар че някои хора мислят, че е невъзможно нещо толкова просто и безболезнено като смехът да подсилва коремните мускули, 14 от всеки 15 пациенти на Коен казват, че той е по-добра и по-забавна тренировка от коремните преси. За да може смехът наистина да подейства, трябва да трае най-малко 30 секунди, докато смеещият се не усети лека пареща болка.

### Астма
Стюарт Гери, професор по медицина в Медицинския център на Университета в Ню Йорк, съобщава за изследване на пациенти с астма, 2/3 от които твърдят, че получават пристъпи на болестта си вследствие от смях. Те казват, че няма значение дали смехът е просто хихикане или гърлен смях. Пациентите участвали в 18-месечна програма, целяща да установи различните причинители на астматични кризи. Между хората не се наблюдавали големи разлики във възрастта, продължителността на заболяването или фамилната обремененост. Въпреки това, пристъпи при физическо натоварване се наблюдавали два пъти по-често у хората, които получавали астматични пристъпи и при смях. Ендрю Райс отбелязва, че „кризата вероятно се дължи едновременно на спазмите в дихателните пътища и на емоционалната реакция.“

## Терапевтични ефекти на смеха
Въпреки че обикновено на израза „Смехът е най-доброто лекарство“ се гледа като на клише, определени медицински теории приписват на смеха способността да подобрява здравословното състояние и да увеличава вероятната продължителност на живота.
Проучванията показват, че невро-ендокринните хормони и хормоните на стреса намаляват по време на смях, което подкрепя твърденията, че хуморът снема напрежението. През 1989 в списанието на Американската медицинска асоциация излиза статия, чийто автор заявява, че: „терапевтична програма с хумор може да подобри качеството на живота при пациенти с хронични заболявания и че при тях смехът моментално облекчава симптомите, ефект, който се подсилва ако в продължение на по-дълъг период от време те редовно се смеят.“
Според представителите на някои терапевтични направления (като Re-evaluation Counseling) смехът, наред с плача, прозяването и т.н., е начин за „презареждане батериите на тялото“ и трябва да се насърчава и използва като средство за лечение.

### Видове терапии със смях
Съществуват множество добре документирани и продължаващи и понастоящем изследвания на смеха. Те са довели до нови благотворни терапии с хумор и смях, използвани от лекари, психиатри и други специалисти по душевно здраве, за да помагат на пациенти с различни физически, психически и душевни страдания. Някои от терапиите могат да бъдат практикувани индивидуално или в групова среда. По думите на Волтер, „изкуството на медицината се състои в това да забавляваш пациента докато природата цери болестта му“.
Хуморотерапия
Като се използват хумористични материали като книги, шоу-програми, филми или разкази, се цели да се окуражи спонтанното обсъждане на забавни случки от живота на пациентите. Терапията се ръководи от медицинско лице и може да е индивидуална или групова, като груповата терапия има този недостатък, че може да се окаже трудно да се намерят материали, които всички пациенти едновременно да намерят за смешни. Много е важно при тази терапия лекарят да проявява такт и да се смее с, а не на пациентите.
Клоунотерапия
В някои болници се правят „клоунокръжоци“. Клоуните изпълняват различни магически номера, пеят, разсмиват и съчувстват на децата. У хоспитализирани деца клоунотерапията може да повиши кооперативността между пациент и лекар и да намали безпокойството у родители и деца. При някои деца намалява нуждата от седация. Сред другите ползи са намаленото чувство на болка и повишената стимулация на имунната система на децата.
Италианско проучване проведено над деца на които им предстоят леки операции показва, че те се чувстват много по-спокойни и сигурни, когато освен медицинския екип и родителите, при тях стои и клоун. Според учените, около 60% от децата пред операция изпитват безпокойство, а по-силното безпокойство повишава риска от следоперативни усложнения. Половината от 40-те наблюдавани деца от 5 до 12 години изчакали операцията, обкръжени само от родителите и лекарите си, а при другата половина присъствал и клоун. Резултатите показали, че децата от втората група изпитвали по-малко предоперационно неспокойство.
Предимствата на клоунотерапията я правят подходяща не само за болници, но и за други места с по-тежки условия на живот като домове за сираци, бежански лагери, зони на военни действия и дори затвори.
Медитация със смях
Съществуват прилики между традиционната медитация и медитацията със смях. Вниманието на човека обаче трябва да се концентрира в момента на смеха. Минава се през три фази – протягане, смях и/или плач и период на мълчаливо медитиране. В първата фаза човек се напряга максимално да раздвижи всеки свой мускул, без да се разсмее. Втората част започва с лека усмивка, която после бавно прераства в целенасочен силен смях или плач, което от двете дойде първо. В последната фаза човекът рязко спира да се смее, или плаче, и със затворени очи диша дълбоко, без да се издава звук, фокусирайки се върху мига. Цялото упражнение трае приблизително 15 минути. Тази терапия може да изглежда странна на някои хора, защото смехът при нея не идва спонтанно. Затова и тя се практикува индивидуално.
Йога със смях и клубове на смеха
Близка до традиционната йога, йогата със смях, създадена от Д-р Мадан Катария през 1995 година в Бомбай, е практика, която включва включва дихателни упражнения, йога, техники за разтягане, и всичко това съпроводено със смях. Форматът включва няколко упражнения със смях с времетраене от 30 до 45 минути, които могат да имат допълващ други терапии или самостоятелен превантивен характер. Йогата със смях може да бъде практикувана в група или клуб. Не е задължително да се използват хумористични материали. През последните години растящата популярност на терапията със смях довежда до подробни лексикони със стилове на смеене.

## Причини за смеха
Съществуват различни теории за причините и същността на смеха. За Аристотел ние се смеем на по-грозните и низшестоящи от нас хора, защото сме доволни, че сме нещо повече от тях. По свидетелства на Платон, Сократ казва, че нелепото се характеризира с проявите на непознаването на себе си. Франсис Хътчисън в своя труд „Мисли за смеха“ (1725) изразява схващането си, което после поставя основите на теорията на комичното, а именно, че смехът се ражда в отговор на възприятието за нелепост. Артур Шопенхауер пише, че възприеманата нелепост е несъответствието между дадено абстрактно понятие и реалния обект, който го въплъщава. Почти същото разбиране споделя и Хегел. За Фройд смехът е „икономически феномен“, чиято функция е да освободи „психическата енергия“, която погрешно е мобилизирана от измамни очаквания.

## Видове смях

### Зъл смях
Злият смях най-често се среща в комикси и във фантастиката, където той се издава от злия герой. В комиксите, където супергероите често „чуват“ подобен смях, той се среща като муахаха, мухухаха или бухахаха. Тези думи често се срещат и в интернет блогове, форуми, игри и др. Понякога с този смях се изразява победа, надмощие на някого.

## Изразяване на смях с думи
Смехът често се изразява с думи в комикси и др. Ето някои от видовете смях в различните езици.
LOL (lol) често се използва като израз на смях в Интернет. Абревиатурата LOL се разчита най-вече като Laughing Out Loud – смея се на глас (намирам нещо за забавно). Най-често се среща по форуми и подобни сайтове. Има и други подобни разновидности, например ROFLOL – Rolling On the Floor, Laughing Out Loud – търкалям се по пода и се смея на глас (т.е. намирам нещо за особено смешно).

## Галерия
- Смехът на известни личности
- Борис Елцин и Бил Клинтън
- Маргарет Тачър
- Удроу Уилсън и Уилям Тафт
- Голди Хоун
- Натали Портман